# تفكير جماعي

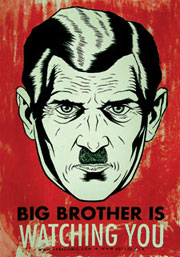

التفكير الجماعي أو التناغم الجماعي هو نوع من التفكير تحاول فيه جماعة ما تقريب وجهات النظر في محاولة منهم لتجنب الدخول في صراع والوصول لاتفاق بدون نقد آراء الآخرين مع تحليل وتقييم الأفكار مما يحافظ على روح الجماعة.
أثناء التفكير الجماعي، يتجنب بعض المشاركين في الحوار طرح وجهات النظر التي قد تؤدي إلى عدم توافق الآراء، في محاولة منهم بألا يظهروا في صورة الحمقى أو لتجنب غضب بعض المشاركين، وهي إحدى مساوئ التفكير الجماعي حيث لا تطرح الأفكار المعارضة لكي لا يكون الشخص منبوذاً من الفريق أو لكي لا يروه فاشلا أو غير متعاون.